# بخش اومیوتسکی
بخش اومیوتسکی (به لاتین: Umyotsky District) یک سکونتگاه مسکونی در روسیه است که در استان تامبوف واقع شده‌است.